# Cassephyra discolorata
Cassephyra discolorata är en fjärilsart som beskrevs av W. Warren 1906. Cassephyra discolorata ingår i släktet Cassephyra och familjen mätare. Inga underarter finns listade i Catalogue of Life.